# Dzika Ochla
Dzika Ochla – miejsce rekreacji i wypoczynku i wędkowania nad sztucznym zbiornikiem wodnym o powierzchni 5,5 ha na terenie Zielonej Góry przy drodze w kierunku Ochli, zasilane przez przepływającą tamtędy rzeczkę Pustelnik.
W 2012 na terenie Dzikiej Ochli powstał pierwszy w województwie lubuskim profesjonalny Park Linowy.
Na terenie znajduje się także plac zbaw, miejsce na ognisko, działa bar, wypożyczalnia rowerów wodnych. Nieopodal w tzw. Liliowym Lesie znajduje się Ścieżka Zdrowia z urządzeniami do ćwiczeń i rekreacji.
Dzika Ochla jest popularnym miejscem morsowania. Od 2020 działa tu mała sauna fińska.
Od 2019 dzierżawcą terenu jest Chrześcijańska Fundacja Rozwoju Osobistego „RONDO”.